# Manufacture royale des cires
La Manufacture royale des cires, dont le nom exact était Manufacture d'Antony pour le blanchissage des cires et la fabrique des bougies, est une ancienne manufacture de cire située au 14 avenue du Bois-de-Verrières à Antony.

## Histoire
La manufacture, fondée en 1702 par Brice Péan de Saint-Gilles, devient manufacture royale en 1719. Sa devise « Deo regique laborant », c'est-à-dire « Elles [les abeilles] travaillent pour Dieu et pour le Roi », est gravée sur un bas-relief représentant une ruche, encastré dans le mur du bâtiment, et inscrit aux monuments historiques par un arrêté du 10 avril 1929,.
Le bâtiment d'origine est construit en 1714. Il est racheté en 1737 par la Maison Trudon. Une horloge avec timbre à marteau surmonte le toit ; on la surnomme « la Trudonne » en souvenir de Madame Trudon qui a offert cette horloge aux ouvriers de son mari. Il est aujourd'hui occupé par un couvent des Sœurs de Saint-Joseph de Cluny, qui s'y sont installées en 1890.
La chapelle a été construite en 1930 sur les plans de l'architecte Hardy. La maison de maître a été démolie en 1961 après la vente du parc, pour laisser place à un ensemble d'immeubles collectifs.